# Bola lionesa
A bola lionesa ou bocce volo, é uma especialidade, tanto masculina como feminina, de desportos de bolas.

## Regras
As bolas são de metal e lançam-se com a palma para abaixo. O termo volo deriva do italiano volo, que significa voar, e se refere à técnica de lançar a bola ao ar tentando golpear a bola do rival. O tamanho da bola pode variar dependendo da categoria, desde os 80 mm de diâmetro mínimo e 500 gr de peso mínimo, aos 90 mm de diâmetro mínimo e 900 gr de peso mínimo dos menos de 18 anos. O peso máximo da bola em categoria sênior é de 1200 gr e com um diâmetro de 110 mm.
É similar ao jogo da petanca, na qual a bola se lança rodando, ainda que não em carreira. Também é parecido à raffa, na qual a bola se lança em carreira.